# Georg Hoffmann-Rothe
Georg Hoffmann-Rothe (* 11. Oktober 1900 in Glogau; † nach 1944) war ein deutscher Kommunalpolitiker der NSDAP. Er war von 1935 bis 1944 Oberbürgermeister der Stadt Glogau.

## Leben und Wirken
Nach Schulbesuch und Studium promovierte Hoffmann-Rothe. Zum 1. November 1932 trat er der NSDAP bei (Mitgliedsnummer 1.373.521). Am 9. Oktober 1933 erfolgte für zwölf Jahre seine Ernennung zum Oberbürgermeister von Glogau. Daneben wurde er Kreisbeauftragter des Rassenpolitischen Amtes.
Während seiner Amtszeit wurde die jüdische Bevölkerung der Stadt massiv unterdrückt und auszurotten versucht. Die Synagoge wurde zerstört.
Er war u. a. Mitglied des Ehrenausschusses der Schützengilde Glogau.

## Publikation
- Der Schützengilde Glogau zum Gruß! In: Festschrift zum 425jährigen Jubiläum der Schützengilde Glogau. Glogau, 1938, S. 8f.